# Gens Ennia
La gens Ennia fue una familia procedente de Apulia. Se conoce principalmente por un solo individuo, Quinto Ennio, un soldado, dramaturgo, y poeta, a quien los romanos vinieron a considerar como el padre de su literatura.  Ennio nació en Rudiae, un pueblo cercano a Brundisium en Puglia, en 239 a. C..  Reclamaba descender de los antiguos señores de Messapia. De joven, sirvió como soldado en el ejército romano, alcanzando el rango de centurión. A la edad de treinta y ocho años, fue a Roma en seguimiento de Catón el Viejo. La mayoría de sus trabajos se han perdido, o existen sólo en fragmentos, pero fue mucho más influyente que escritores romanos posteriores, incluido Virgilio.

## Miembros
- Quinto Ennio, el dramaturgo.
- Manio Ennio, prefecto de campamento bajo Germánico en el año 14. Suprimió un motín, ejecutando a dos soldados, pero habiéndose excedido en su autoridad, fue puesto en fuga, y posteriormente capturado. Evitó su muerte argumentando que su ejecución constituiría traición contra Germánico, y fue capaz de dirigir las tropas a sus cuarteles de invierno.[2]
- Lucio Ennio, un eques en tiempo de Tiberio, quien prohibió su procesamiento por un cargo de traición, después de que presuntamente fundiese una estatua de plata del emperador.[3]
- Enia Nevia, mujer de Nevio Sutorio Macrón, prefecto del pretorio bajo Tiberio, y su sucesor, Calígula, con quien Enia tuvo un romance. Después de perder el favor imperial en el año 38, Macro y su mujer fueron obligados al suicidio.
- Lucio Ennio L. f. Ferox, un soldado romano de la sexta cohorte pretoriana en tiempo de Vespasiano. Vivió en Aquae Statiellae.[4]